# Wu-Tang Meets The Indie Culture vol. 2: Enter the Dubstep
Wu-Tang Meets Indie Culture vol. 2: Enter the Dubset – wydany 10 listopada 2009 roku album amerykańskiej grupy hip-hopowej Wu-Tang Clan. Na albumie w większości znajdują się remiksy utworów z takich albumów jak Dopium, The 5% Album czy Pro Tools.

## Lista utworów
1. Deep Space - 5:42
2. New Year - 4:32
3. Street Corners - 4:02
4. Love Don't Cost (A Thing)/Still Grimey - 4:34
5. Knucle Up - 4:35
6. Biochemical Equation - 3:32
7. Keep Hustlin - 4:46
8. Now or Never - 4:05
9. Cinema - 4:43
10. Coke [DZ Remix] - 4:17
11. Iconoclasts - 4:38
12. Handle the Heights - 4:49
13. Do It Big - 4:01
14. Wu-Tang [DZ Remix] - 4:22
15. Let's Get It [Evol Intent Remix] - 4:36
16. Lyrical Swoards - 4:39
17. Think Differently - 4:17
18. Pencil/My Piano/Firehouse - 5:12
19. Alphabets - 3:18